# Emma Cohen

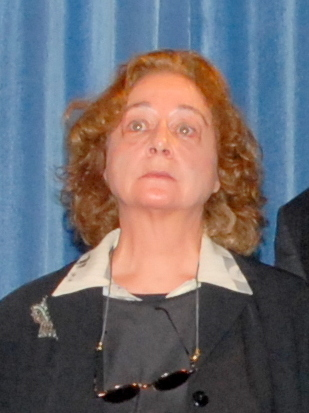
Emma Cohen (2008)

Emma Cohen (eigentlich Emmanuela Beltrán Rahola, * 21. November 1946 in Barcelona; † 11. Juli 2016) war eine spanische Schauspielerin und Schriftstellerin.

## Leben
Cohen begann ihre schauspielerische Tätigkeit Ende der 1960er Jahre zunächst in Adaptionen literarischer Werke beim Teatro Español Universitario und in einigen Folgen der Fernsehserie Estudio 1. In den 1970er Jahren wurde sie zu einer vielbeschäftigten Darstellerin, wobei sie Horrorfilme mit Komödien mischte. Oftmals spielte sie neben oder unter der Regie von Fernando Fernán Gómez, in den 1980er und 1990er Jahren nahezu ausschließlich; im Jahr 2000 heirateten die beiden.
1979 war Cohen in der spanischen Version der Sesamstraße als Hühnchen „Caponata“ zu sehen. Für die Zeitung El Mundo schrieb sie regelmäßige Kolumnen. Daneben veröffentlichte sie sieben Bücher.
1973 erhielt Cohen den Preis des Círculo de Escritores Cinematográficos als beste Darstellerin in Al otro lado del espejo. 1974 und 1989 wurde sie mit dem TP de Oro für ihre Leistungen in Tres eran tres und Gatos en el tejado ausgezeichnet.

## Filmografie (Auswahl)
- 1970: Nachts, wenn Dracula erwacht
- 1970: Abgeschlagene Köpfe (Cabezas cortadas)
- 1971: Bitterer Whisky (Fieras sin jaula)
- 1971: Petroleum-Miezen (Les Pétroleuses)
- 1972: Todesmarsch der Bestien (Condenados a vivir)
- 1973: Blutmesse für den Teufel (El espanto surge de la tumba)
- 1973: Cannibal Man (La semana del asesino)
- 1973: Al otro lado del espejo
- 1974: Die Frau mit den roten Stiefeln (La femme aux bottes rouges)
- 1975: Zwiebel-Jack räumt auf (Cipolla colt)
- 1998: El abuelo